# 중증열성혈소판감소증후군
중증열성혈소판감소증후군(重症熱性血小板減少症候群, Severe Fever with Thrombocytopenia Syndrome, SFTS)은 2000년대 들어 중국에서 환자가 나타나 2011년에 병원균이 확인된 전염병이다. 2013년 1월부터 일본에서 사망자가 확인됐고, 대한민국에서도 5월 16일에 제주도에서 사망한 환자에게서 작은소참진드기에 의해 감염되는 SFTS 바이러스가 확인되었다. 쥐를 매개체로 한 진드기를 통해 전염되기 때문에 흔히 쯔쯔가무시병으로 오인되기도 한다.

## 증상
전신이 나른해지고, 구역질이 나는 경우가 많다. 그후 고열과 설사 등 증상을 보이는 한편, 혈소판이나 백혈구가 급감한다.

## 발견
2009년 이후 주로 중국, 일본, 한국 등 동북아를 중심으로 발발하고 있다.

### 중국
2009년 3월말부터 7월중순까지 중국 허베이와 허난성 남부 신양 시 상청 현을 중심으로 발생하였다. '발열을 동반한 혈소판 감소 증상을 보이는 아나플라즈마(Anaplasma) 감염증 사례'가 특징이다. 당국은 감염이 확산되는 걸 공개하지 않다가 2010년 9월 한 신문의 특종 기사를 계기로 9월8일 공개했다. 2010년 8월 현재 조사결과 허난 성에서 557명이 감염돼 18명이 사망했다. 산둥성에서는 182명이 감염돼 13명이 사망했다. 장쑤성의 난징시에서 4명 사망. 합계 35명 사망하는 등 31개 1급 행정구(성 등) 중 12개 지역에 확산된 것으로 알려졌다. 2012년까지 2천42건이 확인됨.

### 일본
2013년 1월에 첫 사망자가 확인된 뒤 2013년 4월까지 13명이 감염됐고, 이중 8명이 사망한 것으로 나타났다.

### 한국
질병관리본부는 2013년 5월 2일 국내에 널리 서식하는 작은소참진드기에서도 중증열성혈소판감소증후군 바이러스가 발견됐다고 발표했다. 이어 5월 16일, 이 병에 걸려 숨진 것으로 추정되는 환자가 나왔다.
질병관리본부는 2013년 일본에서 SFTS 사망자가 잇따라 확인되자, 작은소참진드기 등을 대상으로 바이러스 보유 여부에 대한 조사에 착수했다. 그 결과, 작은소참진드기는 전국적으로 고르게 분포하고 있었다. 그러나 전체 작은소참진드기 중 단지 0.5%만이 SFTS 바이러스를 보유하고 있었다. 또한 SFTS 바이러스 감염이 확인된 진드기라도 옮기는 바이러스 양이 적다면, 물려도 이 병에 걸리지 않는다. 그리고 개인의 면역상태가 좋아도, 이 병에 걸리지 않는다.
그리고 2013년 9월 23일에 보건복지부에서 제4군 감염병으로 지정했다.
그러나 2015년 2월 25일에 중증열성혈소판감소증후군(SFTS) 바이러스에 감염된 환자를 돌보던 대학병원의 의사와 간호사들이 이 바이러스에 2차 감염된 것으로 밝혀졌다. 이는 2014년 9월에 발생했는데, 이제서야 밝혀진 것을 두고 보건당국이 2차 감염 사고가 난 사실을 파악하고도 이를 공개하지 않아 감추려한게 아니냐는 의혹을 사고 있다.
최초 감염자가 진단된 2013년부터 2015년 7월까지 국내에서 집계된 SFTS 확진환자는 총 122명이었으며 이중 40명이 사망한 것으로 알려지고 있다.

## 같이 보기
- 작은소참진드기
- 쯔쯔가무시증